# Flávio Dino
Flávio Dino de Castro e Costa, né le 30 avril 1968 à São Luís, est un homme politique brésilien. Membre du Parti socialiste brésilien (PSB), il est député fédéral de 2007 à 2011, gouverneur de l'État du Maranhão de 2015 à 2022, ministre de la Justice et de la Sécurité publique de 2023 à 2024 et membre du Tribunal suprême fédéral depuis 2024.

## Biographie
En 1993, il devient professeur à l'université fédérale du Maranhão.
En 2006, il adhère au PCdoB. De 2007 à 2011, il est député fédéral.
En 2008, il est candidat à la mairie de São Luís, mais il est défait par João Castelo, membre du PSDB.
En 2010, il est candidat au poste de gouverneur du Maranhão, mais il est battu par Roseana Sarney, membre du MDB. En 2014, il est cette fois-ci élu au premier tour, rassemblant près de 63,5 % des voix. Il est réélu en 2018, rassemblant 59,3 % des voix au premier tour.
Début 2021, il est vu comme un possible candidat de gauche à l'élection présidentielle de 2022.
En 2021, il quitte le Parti communiste du Brésil et rejoint le Parti socialiste brésilien. Il annonce son souhait d'être candidat au Sénat en 2022.
Le 2 avril 2022, il démissionne de son poste de gouverneur pour pouvoir se présenter aux élections sénatoriales. Il est largement élu, remportant 62,4 % des voix, devançant par près de 27 points le candidat du PDT Roberto Rocha.
En décembre 2022, il est choisi pour devenir ministre de la Justice et de la Sécurité publique dans le gouvernement du président Luiz Inácio Lula da Silva à partir du 1er janvier 2023.
Le 27 novembre 2023, il est choisi par le président Lula pour devenir membre du Tribunal suprême fédéral, en remplacement de Rosa Weber, atteinte par la limite d'âge. Le Sénat confirme sa nomination le 13 décembre suivant par 47 voix pour contre 31. Il entre en fonction le 22 février 2024.